# Дарюс Масколюнас
Дарюс Масколюнас (6 січня 1971) — литовський баскетболіст.
Бронзовий призер Олімпійських Ігор 2000 року.